# Сторге
Сторге́ (від дав.-гр. στοργή, МФА: [stor.ɡɛ̌ː], пізніше [storˈɣi]) — одне з чотирьох давньогрецьких слів (разом з ерос, філія, агапе), що перекладаються як «любов». Стародавні греки, зазвичай так називали сімейну, споріднену любов, прихильність, любов, яку відчувають батьки по відношенню до дітей.
У соціальній психології термін «сторге» використовується для позначення любові, яка розвинулася через дружбу або близька до неї. Так, в концепції Джона Алана Лі, що виділяє шість стилів, або «квітів», любові, Сторґе — один з трьох базових видів любові, поряд з еросом і людус; в комбінації з людус вона утворює практичну любов-прагма, а в комбінації з еросом — безкорисливу любов-агапе.
Слово στοργή означає любов, яка пов'язана з органічними родовими зв'язками, непорушними, які не піддаються змінам (особливо сімейні зв'язки). Це ніжна, впевнена, надійна любов, яка існує між батьками та дітьми, чоловіком та жінкою, громадянами та Вітчизною. Саме в такій любові людина по-справжньому віднаходить спокій та довіру, почуття впевненості. Цей термін виражає почуття не окремої особистості, а почуття родової спільності, без якого греки не могли уявити свого існування й традиції. Якщо філія передбачає як свій початковий етап індивідуальний вибір предмета любові, то сторґе виникає (або не виникає) у контексті комунікативних відносин, що склалися через об'єктивну необхідність, поза вільним і свідомим вибором.

## Сторґе в давньогрецькій традиції
Традиційною античною моделлю «сторге» слугували відносини батьківської або — відповідно — дитячої любові, — саме в тому плані, що батьків, як і дітей, не вибирають. У ситуації-сторге спочатку знаходиться, (за допомогою детермінації ззовні) система спілкування, і лише потім всередині неї конституюється те чи інше ставлення до партнера: він як би експлікується з комунікативного контексту, усвідомлюється як особистість, яка гідна любові (як дитині, інстинктивно прив'язаній до матері, потрібен час, щоб усвідомити, що (як) він її любить). сторге передбачає ні подібності, ні відповідності, — аж до того, що може бути адресована і не людині навіть, але домашній тварині, наприклад. Якщо ж таке схожість є, то сторге між батьками і дітьми може перерости в дружбу (любов як філія). Однак, і філія та ерос (як би він не був гарячий), щоб стати основою багаторічного спілкування або сімейного щастя, повинні перерости в «м'яке тепло» сторге. На відміну від вимогливої філії, вимогливого еросу і до чого зобов'язує агапе, любов-сторге дозволяє людині бути такою, якою вона є наодинці з самим собою, окреслюючи тим самим ареал суто приватного людського існування.
У Фрагментах досократиків Дільс-Кранца, найбільш повному зібранні праць ранніх давньогрецьких філософів, слово «сторге» вживається один лише раз — у праці Емпедокла, де він вживає це поняття як гносеологічний принцип. Проблема співвідношення пізнаваності та непізнаваності, розумності чи нерозумності любові є для людства однією з вічних. Ідея пізнавальної здатності любові, її справжньої мудрості відтворювалась у різних культурах, переживала, майже не змінюючись, одне століття за іншим/
Першим, хто вжив дане слово серед філософів був Емпедокл Акрагантський. Він у своїй праці «Про природу» зазначає, що:
```

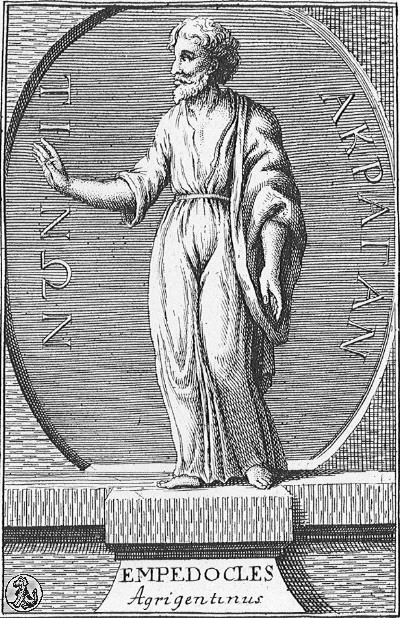
Емпедокл із Акраганту

"γαίηι μὲν γὰρ γαῖαν ὀπώπαμεν, ὕδατι δ' ὕδωρ,
 αἰθέρι δ' αἰθέρα δῖον, ἀτὰρ πυρὶ πῦρ ἀίδηλον,
 στοργὴν δὲ στοργῆι, νεῖκος δέ τε νείκεϊ λυγρῶι" [DK 31 B 109].
```

З цього фрагменту праці досократика постають дві думки щодо любові як сторге:
1) Апостеріорність феномену любові-сторге в житті людини. Ми можемо дійсно знати про любов, коли полюбимо, так само ми можемо знати, що таке радість, страх та інші почуття — лише переживши, на основі емпіричних даних. Лише завдяки любові ми можемо дізнатися, що є любов, а що її примара, ілюзія. Досократик притримується думки, що любов первинна од пізнання і до цієї думки потім будуть схильні Отці Церкви (Григорій Ніський, Аврелій Августин та ін.), Л. Феєрбах, М. Шелер, Б. Рассел, М. Бердяєв/.
2) Розумність любові. Філософська думка від античності (починаючи з Емпедокла) до сьогодення розглядає любов не лише як чуттєве та пристрасне бажання поєднатися з іншим, але й як сутнісне пізнання, розумну та мудру силу, що здатна по-особливому розуміти. Мудрість, як характеристика любові дозволяє їй максимально глибинно пізнавати, осягати все, що люблячу людину оточує не стільки з якоїсь меркантильної, корисливої мотивації, скільки, як щось вічне та неповторне, яке спонукає особистість до піклування та відповідальності за людину, до якої направлена інтенція любові.
Далі, герменевтику любові-сторге в грецькій традиції можна провести лише за літературними, історичними джерелами.
Згідно з фундаментальним словником Лідла-Скотта, слово сторге, в давньогрецькій культурі мало три значення: I) любов як прихильність («прив'язаність») у працях філософа-досократика Емпедокла та софіста-оратора Антифона [Див.: Emp.109.3], [Див.:Antipho Fr.73].
II) сімейна любов у працях Філемона коміка (учителя Менандра) та Плутарха [Див.: Філемон комік, «Фрагменти» (200)],, [Див.: Плутарх «Моралії» 14 том, 75 глава «Non posse suaviter vivi secundum Epicurum»].
III) рідше — сексуальна любов (наприклад у працях Мелеагра Гадарського.

## Погляд на «сторґе» у східнопатристичній спадщині

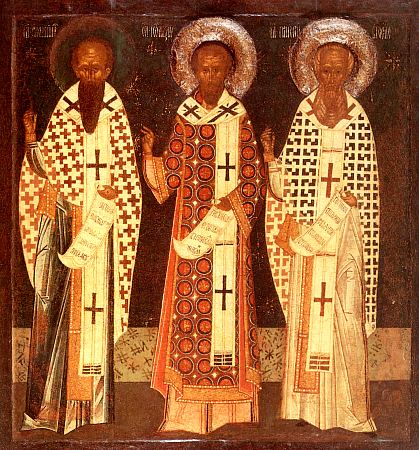
Три святителі: Василій Великий (Кесарійський), Григорій Богослов (Назіанзин) та Іван Золотоустий

В грецькому тексті Біблії ми не віднайдемо поняття «сторге» та похідних від нього слів. Проте, східна святоотецька спадщина, яка головним чином залишила своє літературне надбання грецькою мовою, не оминула дане слово любові. Варто зазначити, що Східна святоотецька традиція значно «розширила» межі поняття «сторге». У фундаментальному патрологічному словнику Г. Лампе, можна побачити, головним чином, п'ять аспектів даного слова.:
1. безпосередньо, сімейна любов [Див.:Hom. Clem 3,19]; сторге як елемент філії [Hipp.haer 7,29]; сторге як сутність філантропії [Ηοm.Clem.12,25];
2. любов Бога до людини [Const.or.s.c.25];
3. любов людини до Бога [Hom. Clem. 3,8];
4. любов Христа як людини до блага [Thdr.Mops.fr.inc.14,2];
5. любов єпископська [Eus.h.e.4,15, Clem.ep.17].
Відповідно, можна зазначити, що «сторґе» для східної святоотецької думки — це не лише міжлюдські (сімейні, дружні) відносини. «Сторґе» означає для них і відносини між Богом та людиною і навпаки. Така позиція, обумовлена християнським розумінням Бога, як Отця Небесного, а людей — як його синами та доньками.

## Феноменологія «сторґе» за К. Льюїсом
Видатний англійський мислитель К. Льюїс у своїй праці «Чотири любові» замінює «сторґе» словом «прихильність» (прив'язаність) [англ. affection]. На його думку, природа «сторґе» полягає в тому, що вона:
1) найбільш смиренна;
К. Льюїс зауважує, що закоханістю, або дружбою — люди можуть гордитися. Прихильністю до тієї чи іншої особистості ми, нерідко, можемо навіть і соромитися. У прихильності — просте, невимушене «обличчя», і ті, хто її викликають, часто прості та непривабливі люди. Наша любов до них жодним чином не є свідченням нашого розуму та смаку. Прихильність за природою тиха. На своєму місці — вона прекрасна, і витягнути її на світло — небезпечно. Вона пронизує все наше життя. Вона там, де наші сандалі, халат, буденний гумор, сонний кіт, дзижчання ткацької машинки, дитячі іграшки.
2) найбільш розповсюджена;
3) найбільш проста.
«Сторґе» є найрозповсюдженішою та найпростішою формою любові, оскільки вона найменше відрізняється від тваринної. Це виходить з кореня, основи розуміння її саме як сімейної любові — любов батьків до дітей, і навпаки, дітей до батьків. Прихильність не потребує схожості. Я бачив як не тільки матір, але й брати любили абсолютного невігласа. Прихильність не знає розрізнення за статтю, віком чи соціальним класом. Вона пов'язує молодого вченого та стару неньку, які живуть у зовсім різних світах. Більше того, прив'язаність не визнає меж біологічного виду. Вона пов'язує людину та тварину, або двох різних тварин, скажімо собаку та кішку, і навіть (як про це пише Гілберт Уайт) курку та коня.
У «сторґе» теж є умова: предмет її повинен бути «своїм», тобто добре, або давно відомим. Ми часто знаємо, коли саме, якого числа ми закохались або знайшли друга. Тоді як дуже складно встановити те, коли ми стали прив'язані один до одного. Відповідно, друзі та закохані відчувають, що створені один для одного, тоді як відносини-сторге поєднує не створених одне для одного особистостей, до подиву, а іноді і до сміху несхожих людей. Спершу ми стаємо прихильними до людини тому, що вона поруч; потім ми помічаємо: «А в ній щось є!». Відповідно це те, що нам подобається, хоча і не створене за нашим смаком. І хоча нам спочатку здається, що ми здійснили кенозис по відношенню до Іншого, а насправді — ми перетнули межу. Ми вийшли за межі своїх мірил, почали цінувати добро як таке, а не лише те, що нам дуже подобається.
Прихильність, на думку К. Льюїса, це найбільш нерозумний вид любові. Можна стати прихильним до будь-кого/будь-чого; тому й кожна людина чекає, що хтось до неї буде прихильним. За природою своєю, прихильність, можна порівняти зі старим домашнім халатом, який ми в жодному разі не одягнемо між чужими. Проте, прихильність не відміняє почуття такту, вона породжує справжню тонку і глибоку ввічливість. Чим «чистішою» та добрішою є прихильність,  тим точніше відчувається, коли слова не образять нікого.
Варто зазначити, що на думку англійського філософа, "ревнощами страждають не тільки закохані; а якщо так і думаєте — подивіться на дітей, на слуг і на тварин. У прихильності вони дуже сильні і викликані тим, що цей вид любові не терпить змін. Пов'язане це і з тим, що для прихильності абсолютно не важлива «любов-захоплення». Ми не хочемо, щоб звичний вигляд став красивішим, характер — кращим, розум — ширшим. Зміна — ворог прихильності. Скажімо, брат і сестра, або два брати ростуть разом. Вони читають одні й ті ж книжки, залазять на одне і те ж дерево, разом грають, разом починають і припиняють збирати марки. І раптом в одного з них з'являється нове життя. Інший не входить до нього, він викинутий, відкинутий. Ревнощі тут народяться такі, що і в драмі подібних не знайдеш ].
Однак, зарубіжний дослідник аналізуючи цей різновид любові, виділяє два його вектори: I) прихильність-потреба;
II) прихильність-дар.
На думку К. Льюїса, обидва ці види мають як досконалі так і недосконалі форми прояву у міжлюдських відносинах. Відповідно, метою людського життя — не впадати в крайнощі в контексті прихильності-потреби та прихильності-дару.